# Virgen de los Milagros (El Puerto de Santa María)
La Virgen de los milagros es la patrona de la ciudad de El Puerto de Santa María que se le apareció al rey Alfonso X, y el nombre de la ciudad cambió con este acontecimiento, llamándola Santa María del Puerto.
La imagen de la Virgen de los Milagros, de pequeñas dimensiones, está tallada en madera de alerce (tipo de conífera frecuente en Centroeuropa y de madera rojiza, dura y rica en resinas. Según el Profesor Francisco González Luque, pertenece al modelo iconográfico de Virgen Majestad, sedente y entronizada, con el Niño Jesús en disposición lateral respecto a su madre. En la restauración efectuada en 1979 por el Profesor Arquillo, se vino a demostrar que el moreno no era el color original de la imagen. Por medio de estudios estratigráficos y microscópicos comprobó que la faz original era clara, con una encarnadura blanca bajo la oscura y que se fue ennegreciendo con capas sucesivas. 
Posiblemente la costumbre de asemejarla a los iconos bizantinos de tez morena, de moda en el siglo XIV, o la interpretación del Canto Primero del Cantar de los Cantares “Soy negra pero hermosa», hiciera que la talla fuera virada al color negro; también pudiera ser que los barnices aplicados para su protección acabaran dándole ese aspecto. Con el paso del tiempo la imagen sufrió mutilaciones y transformaciones, afectando a su fisonomía y desvirtuando el modelo original. Pasa a ser enfundada en una urna de plata, desaparecen manos y niño originales y es representada lujosamente vestida y enjoyada, con manos y niño blanco posteriores, en posición frontal y de diferente estilo al original.
En 1991 se organizó el Congreso “María Santísima de los Milagros entre la Historia y la Leyenda”.   
Organizado por la Comisión de las Bodas de Diamante de la Coronación Canónica de la Virgen, los organizadores argumentaban que la devoción de los portuenses hacia esta imagen mariana está presente en la historia y la leyenda de la ciudad, desde sus orígenes recientes en el siglo XIII; y son muchas las manifestaciones artísticas, en todos sus aspectos, con ella relacionadas. Por el contrario, son escasos y contradictorios los estudios y la bibliografía sobre el tema. 
Por esta razón, consideraron oportuna la de esta fecha, para realizar una reflexión profunda y científica sobre este tema, así como propiciar un debate entre investigadores, que ofreciera unas conclusiones claras sobre la influencia del culto a la Virgen de los Milagros, desde sus orígenes, en El Puerto, así como sus consecuencias artísticas, literarias, etc.

## Cronología de Milagros Negra
- 1275-1284: Alfonso X “el Sabio” dedica el “Cancionero de Santa María del Puerto” grupo de Cantigas de Santa María (25 en total) dedicadas a la alabanza de María bajo la advocación de Santa María del Puerto. Esta e como Santa maría filou un logar/ en o reino de Seuilla et fez que lle chama/ sen santa María do Porto (“Aquí fue donde Santa María halló un lugar en el Reino de Sevilla y por ello hice que la llamaran Santa María del Puerto”) Cantiga.
- 1281: El rey sabio otorga el documento fundacional, la Carta Puebla el 16 de diciembre, a la antigua alquería medieval llamada Alcanatif, que pasa a llamarse Santa María del Puerto, en honor a la virgen que es venerada en el santuario alfonsí del Castillo de San Marcos.
- 1361: En tiempos del rey Sancho IV, dado el crecimiento experimentado por la población, se empieza a construir en un nuevo sitio conocido como ‘Pozo Santo’ la conocida hoy como Iglesia Mayor Prioral.
- Siglo XIV: Aparece citada en los testamentos del siglo XIV.
- Siglo XV: Fue trasladada en el siglo XV a la Iglesia Mayor Prioral.
- 1572: Antes de ese año, en el que se concluyó la portada de la Puerta del Sol -de la Epístola- donde aparece representada en la hornacina central del tímpano, ya había sido mutilada y modificada de su iconografía y finonomía. De ser talla completa de Virgen sedente con el Niño Jesús probablemente sobre su pierna izquierda y corona almenada, pasó a convertirse en imagen de apariencia erecta y mayor elevación, extremidades, cuerpo y Niño desaparecidos y elementos postizos añadidos como la funda de plata cónica y soporte alargador, vestidos, joyas…
- 1604: Se funda una cofradía para el culto de la imagen. (A la derecha escudo de la Archicofradía de la Esclavitud).
- 1606: La imagen conocida durante la Baja Edad Media como Santa María del Puerto pasó a conocerse con la advocación de Nuestra Señora de los Milagros debido a los prodigios que se le atribuyen en favor de la ciudad. En 1606 se aclara documentalmente (escritura de otorgamiento del suelo de su capilla en la Prioral) la doble advocación al reconocerse que «En la Iglesia Mayor de esta Ciudad estaba una imagen de Ntra. Sra. de los Milagros, por otro nombre Santa María del Puerto [...], una de las imágenes de más devoción, milagros y antigüedad de toda España».
- 1612: Se acuerda comenzar las obras de la Capilla de la Virgen.
- 1613: La imagen procesiona solemnemente por las calles de la ciudad.
- 1620: Se finalizan las obras de la Capilla de la Virgen, mediante limosnas populares, ocupando la hornacina de dicha capilla.
- 1669: Se le añade la media luna en madera forrada de plata.
- 1671: El cuerpo mutilado de la imagen fue revestido por una funda de plata donada por los señores de El Puerto: los duques de Medinaceli.
- 1702: A raíz de los sucesos acaecidos en El Puerto con la invasión angloholandesa, la efigie de la Virgen de los Milagros fue traslada a Jerez de la Frontera.
- Siglo XVIII: En el primer cuarto de ese siglo el príncipe Filiberto Manuel de Saboya, príncipe generalísimo de la Mar y Gran Prior de San Juan, representado por el duque de Fernandina, realiza una importante donación de ornamentos, objetos y ropajes de plata a la imagen.
- Siglo XVIII: A lo largo del siglo no cesan los donativos que de alhajas vestidos y piezas de orfebrería para la imagen y su altar ofrendados por sus fieles.
- 1748: Se consagra la Iglesia Mayor Prioral en su honor.
- Siglo XVIII: Desde mediados de este siglo aparece en el escudo de armas de la ciudad siendo, a partir de esta fecha, cuando la talla goza del mayor incremento de devoción popular, pasando el templo a ser conocido como Santuario de la Virgen de los Milagros.
- 1916: Coronada Canónicamente por el Cardenal Almaraz, según bula del papa Benedicto XV, siendo la primera en la provincia de Cádiz y la segunda de la archidiócesis de Sevilla, después de la Virgen de los Reyes.